# بطولة كاريوكا 1991
بطولة كاريوكا 1991 هو موسم من بطولة كاريوكا. فاز فيه نادي فلامنغو.